# ليو أورنشتاين
ليو أورنشتاين (بالإنجليزية: Leo Ornstein)‏ (و. 1893 – 2002 م) هو ملحن، وعازف بيانو، وتربوي، ومعلم موسيقى أمريكي، ولد في كريمنشوك، يستخدم آلات بيانو، توفي في غرين باي، عن عمر يناهز 109 عاماً.

## التعليم
تعلم في مدرسة جوليارد، وتعلم في كونسرفاتوار سانت بطرسبرغ
.

## وصلات خارجية
- ليو أورنشتاين في قاعدة بيانات الأفلام على الإنترنت